# Mistrzostwa Europy U-19 w piłce nożnej
Mistrzostwa Europy U-19 w piłce nożnej – są corocznymi rozgrywkami, w których uczestniczą reprezentacje do lat 19 należące do UEFA. Po raz pierwszy turniej został rozegrany w 1948 roku. Na początku był organizowany przez FIFA jako turniej juniorski, dopiero przejęty przez UEFA w 1955. W 1980 zmienił nazwę na Mistrzostwa Europy U-18 i wiek piłkarzy ograniczył się 18 latami do 2001 roku, kiedy wiek piłkarzy był podniesiony do 19 lat. 

## Zwycięzcy w latach 1948 - 1980
- 1948:  Anglia
- 1949:  Francja
- 1950:  Austria
- 1951:  Jugosławia
- 1952:  Hiszpania
- 1953:  Węgry
- 1954:  Hiszpania
- 1955: 5 grup
- 1956: 4 grupy
- 1957:  Austria
- 1958:  Włochy
- 1959:  Bułgaria
- 1960:  Węgry
- 1961:  Portugalia
- 1962:  Węgry
- 1963:  Anglia
- 1964:  Anglia
- 1965:  NRD
- 1966:  ZSRR
- 1967:  ZSRR
- 1968:  Czechosłowacja
- 1969:  Bułgaria
- 1970:  NRD
- 1971:  Anglia
- 1972:  Anglia
- 1973:  Anglia
- 1974:  Bułgaria
- 1975:  Anglia
- 1976:  ZSRR
- 1977:  Belgia
- 1978:  ZSRR
- 1979:  Jugosławia
- 1980:  Anglia

## Dotychczasowe finały

### Mistrzostwa Europy U-18
| 1981 Szczegóły | RFN            | RFN        | 1:0               | Polska         | Francja   | 1:1 p.d. (1:1 k.) | Hiszpania  |
| 1982 Szczegóły | Finlandia      | Szkocja    | 3:1               | Czechosłowacja | ZSRR      | 3:1               | Polska     |
| 1983 Szczegóły | Anglia         | Francja    | 1:0               | Czechosłowacja | Anglia    | 1:0 p.d. (4:2 k.) | Włochy     |
| 1984 Szczegóły | ZSRR           | Węgry      | 3:0 p.d. (3:2 k.) | ZSRR           | Polska    | 2:1               | Irlandia   |
| 1986 Szczegóły | Jugosławia     | NRD        | 3:1               | Włochy         | RFN       | 1:0               | Szkocja    |
| 1988 Szczegóły | Czechosłowacja | ZSRR       | 3:1 p.d.          | Portugalia     | NRD       | 2:0               | Hiszpania  |
| 1989 Szczegóły | Węgry          | ZSRR       | 0:0 p.d. (4:2 k.) | Portugalia     | Hiszpania | 1:0               | Anglia     |
| 1992 Szczegóły | Niemcy         | Turcja     | 2:1 p.d.          | Portugalia     | Norwegia  | 1:1 p.d. (8:7 k.) | Anglia     |
| 1993 Szczegóły | Anglia         | Anglia     | 1:0               | Turcja         | Hiszpania | 2:1               | Portugalia |
| 1994 Szczegóły | Hiszpania      | Portugalia | 1:1 p.d. (4:1 k.) | Niemcy         | Hiszpania | 5:2               | Holandia   |
| 1995 Szczegóły | Grecja         | Hiszpania  | 4:1               | Włochy         | Grecja    | 5:0               | Holandia   |
| 1996 Szczegóły | Francja        | Francja    | 1:0               | Hiszpania      | Anglia    | 3:2               | Belgia     |
| 1997 Szczegóły | Islandia       | Francja    | 1:0 p.d.          | Portugalia     | Hiszpania | 2:1               | Irlandia   |
| 1998 Szczegóły | Cypr           | Irlandia   | 1:1 p.d. (4:3 k.) | Niemcy         | Chorwacja | 0:0 p.d. (5:4 k.) | Portugalia |
| 1999 Szczegóły | Szwecja        | Portugalia | 1:0               | Włochy         | Irlandia  | 1:0               | Grecja     |
| 2000 Szczegóły | Niemcy         | Francja    | 1:0               | Ukraina        | Niemcy    | 3:1               | Czechy     |
| 2001 Szczegóły | Finlandia      | Polska     | 3:1               | Czechy         | Hiszpania | 6:2               | Jugosławia |

### Mistrzostwa Europy U-19
| Rok            | Gospodarz         |            | Finał    | Finał      | Finał                  |                        | Mecz o 3 miejsce       | Mecz o 3 miejsce | Mecz o 3 miejsce |
| Rok            | Gospodarz         | Mistrz     | Wynik    | 2 miejsce  | 3 miejsce              | Wynik                  | 4 miejsce              |                  |                  |
| -------------- | ----------------- | ---------- | -------- | ---------- | ---------------------- | ---------------------- | ---------------------- | ---------------- | ---------------- |
| 2002 Szczegóły | Norwegia          | Hiszpania  | 1:0      | Niemcy     | Słowacja               | 2:1                    | Irlandia               |                  |                  |
| Rok            | Gospodarz         |            | Finał    | Finał      | Finał                  |                        | Półfinaliści           | Półfinaliści     | Półfinaliści     |
| Rok            | Gospodarz         | Mistrz     | Wynik    | 2 miejsce  |                        |                        | Półfinaliści           | Półfinaliści     | Półfinaliści     |
| 2003 Szczegóły | Liechtenstein     | Włochy     | 2:0      | Portugalia | Austria i Czechy       | Austria i Czechy       | Austria i Czechy       |                  |                  |
| 2004 Szczegóły | Szwajcaria        | Hiszpania  | 1:0      | Turcja     | Szwajcaria i Ukraina   | Szwajcaria i Ukraina   | Szwajcaria i Ukraina   |                  |                  |
| 2005 Szczegóły | Irlandia Północna | Francja    | 3:1      | Anglia     | Niemcy i Serbia        | Niemcy i Serbia        | Niemcy i Serbia        |                  |                  |
| 2006 Szczegóły | Polska            | Hiszpania  | 2:1      | Szkocja    | Austria i Czechy       | Austria i Czechy       | Austria i Czechy       |                  |                  |
| 2007 Szczegóły | Austria           | Hiszpania  | 1:0      | Grecja     | Francja i Niemcy       | Francja i Niemcy       | Francja i Niemcy       |                  |                  |
| 2008 Szczegóły | Czechy            | Niemcy     | 3:1      | Francja    | Czechy i Węgry         | Czechy i Węgry         | Czechy i Węgry         |                  |                  |
| 2009 Szczegóły | Ukraina           | Ukraina    | 2:0      | Anglia     | Serbia i Francja       | Serbia i Francja       | Serbia i Francja       |                  |                  |
| 2010 Szczegóły | Francja           | Francja    | 2:1      | Hiszpania  | Anglia i Chorwacja     | Anglia i Chorwacja     | Anglia i Chorwacja     |                  |                  |
| 2011 Szczegóły | Rumunia           | Hiszpania  | 3:2 p.d. | Czechy     | Serbia i Irlandia      | Serbia i Irlandia      | Serbia i Irlandia      |                  |                  |
| 2012 Szczegóły | Estonia           | Hiszpania  | 1:0      | Grecja     | Francja i Anglia       | Francja i Anglia       | Francja i Anglia       |                  |                  |
| 2013 Szczegóły | Litwa             | Serbia     | 1:0      | Francja    | Portugalia i Hiszpania | Portugalia i Hiszpania | Portugalia i Hiszpania |                  |                  |
| 2014 Szczegóły | Węgry             | Niemcy     | 1:0      | Portugalia | Serbia i Austria       | Serbia i Austria       | Serbia i Austria       |                  |                  |
| 2015 Szczegóły | Grecja            | Hiszpania  | 2:0      | Rosja      | Francja i Grecja       | Francja i Grecja       | Francja i Grecja       |                  |                  |
| 2016 Szczegóły | Niemcy            | Francja    | 4:0      | Włochy     | Anglia i Portugalia    | Anglia i Portugalia    | Anglia i Portugalia    |                  |                  |
| 2017 Szczegóły | Gruzja            | Anglia     | 2:1      | Portugalia | Czechy i Holandia      | Czechy i Holandia      | Czechy i Holandia      |                  |                  |
| 2018 Szczegóły | Finlandia         | Portugalia | 4:3 p.d. | Włochy     | Francja i Ukraina      | Francja i Ukraina      | Francja i Ukraina      |                  |                  |
| 2019 Szczegóły | Armenia           | Hiszpania  | 2:0      | Portugalia | Francja i Irlandia     | Francja i Irlandia     | Francja i Irlandia     |                  |                  |
| 2022 Szczegóły | Słowacja          | Anglia     | 3:1 p.d. | Izrael     | Francja i Włochy       | Francja i Włochy       | Francja i Włochy       |                  |                  |
| 2023 Szczegóły | Malta             | Włochy     | 1:0      | Portugalia | Hiszpania i Norwegia   | Hiszpania i Norwegia   | Hiszpania i Norwegia   |                  |                  |
| 2024 Szczegóły | Irlandia Północna | Hiszpania  | 2:0      | Francja    | Francja i Ukraina      | Francja i Ukraina      | Francja i Ukraina      |                  |                  |
| 2025 Szczegóły | Rumunia           | Holandia   | 1:0      | Hiszpania  | Rumunia i Niemcy       | Rumunia i Niemcy       | Rumunia i Niemcy       |                  |                  |
| 2026 Szczegóły | · Walia           |            |          |            |                        |                        |                        |                  |                  |
| 2027 Szczegóły | · Izrael          |            |          |            |                        |                        |                        |                  |                  |

## Osiągnięcia według krajów
| Kraj                   | Triumfator                                                                  | Finalista                                                | 3. miejsce | 4. miejsce | Półfinał |
| ---------------------- | --------------------------------------------------------------------------- | -------------------------------------------------------- | ---------- | ---------- | -------- |
| Hiszpania U-19         | 12 (1952, 1954, 1995, 2002, 2004, 2006, 2007, 2011, 2012, 2015, 2019, 2024) | 5 (1957, 1964, 1996, 2010, 2025)                         | 6          | 6          | 2        |
| Anglia U-19            | 11 (1948, 1963, 1964, 1971, 1972, 1973, 1975, 1980, 1993, 2017, 2022)       | 5 (1958, 1965, 1967, 2005, 2009)                         | 3          | 3          | 3        |
| Francja U-19           | 8 (1949, 1983, 1996, 1997, 2000, 2005, 2010, 2016)                          | 4 (1950, 1968, 2013, 2024)                               | 3          | 4          | 7        |
| Niemcy U-19            | 6 (1965, 1970, 1981, 1986, 2008, 2014)                                      | 7 (1954, 1969, 1972, 1973, 1994, 1998, 2002)             | 5          | 2          | 3        |
| Rosja U-191            | 6 (1966*, 1967, 1976, 1978, 1988, 1990)                                     | 2 (1984, 2015)                                           | 3          | 1          |          |
| Portugalia U-19        | 4 (1961, 1994, 1999, 2018)                                                  | 9 (1971, 1988, 1990, 1992, 1997, 2003, 2014, 2017, 2019) | 4          | 2          | 2        |
| Włochy U-19            | 3 (1958, 1966*, 2003, 2023)                                                 | 7 (1959, 1986, 1995, 1999, 2008, 2016, 2018)             | 3          | 3          | 2        |
| Serbia U-192           | 3 (1951, 1979, 2013)                                                        | 4 (1953, 1962, 1974, 1978)                               | 1          | 1          | 4        |
| Portugalia U-19        | 4 (1961, 1994, 1999, 2018)                                                  | 8 (1971, 1988, 1990, 1992, 1997, 2003, 2014, 201)        | 3          | 2          | 2        |
| Bułgaria U-19          | 3 (1959, 1969, 1974)                                                        | 2 (1977, 1979)                                           |            | 3          |          |
| Węgry U-19             | 3 (1953, 1960, 1984)                                                        | 1 (1976)                                                 | 2          |            | 1        |
| Austria U-19           | 2 (1950, 1957)                                                              | 1 (1951)                                                 | 1          | 1          | 3        |
| Czechy U-193           | 1 (1968)                                                                    | 4 (1982, 1983, 2001, 2011)                               | 2          | 1          | 4        |
| Polska U-19            | 1 (2001)                                                                    | 3 (1961, 1980, 1981)                                     | 3          | 1          |          |
| Turcja U-19            | 1 (1992)                                                                    | 2 (1993, 2004)                                           | 2          | 3          |          |
| Szkocja U-19           | 1 (1982)                                                                    | 1 (2006)                                                 | 3          | 4          |          |
| Belgia U-19            | 1 (1977)                                                                    | 1 (1952)                                                 | 3          | 1          |          |
| Rumunia U-19           | 1 (1962)                                                                    | 1 (1960)                                                 |            | 1          | 1        |
| Ukraina U-19           | 1 (2009)                                                                    | 1 (2000)                                                 |            |            | 3        |
| Irlandia U-19          | 1 (1998)                                                                    |                                                          | 1          | 3          | 2        |
| Holandia U-19          | 1 (2025)                                                                    | 3 (1948, 1949, 1970)                                     | 1          | 3          | 1        |
| Grecja U-19            |                                                                             | 2 (2007, 2012)                                           | 1          | 1          | 1        |
| Irlandia Północna U-19 |                                                                             | 1 (1963)                                                 |            | 2          |          |
| Finlandia U-19         |                                                                             | 1 (1975)                                                 |            |            |          |
| Izrael U-19            |                                                                             | 1 (2022)                                                 |            |            |          |
| Chorwacja U-19         |                                                                             |                                                          | 1          |            | 1        |
| Słowacja U-19          |                                                                             |                                                          | 1          |            |          |
| Norwegia U-19          |                                                                             |                                                          | 1          |            | 1        |
| Luksemburg U-19        |                                                                             |                                                          |            | 1          |          |
| Szwajcaria U-19        |                                                                             |                                                          |            |            | 1        |

Uwagi
- W 1966 roku tytuł przyznano reprezentacji  Włoch i  Związku Radzieckiego.
- W 1957 roku trzecie miejsce przyznano reprezentacjom  Włoch i  Francji.
- W 2020 i 2021 turniej został odwołany z powodu Pandemii COVID-19.
- 1 Wyniki  Związku Radzieckiego wliczane są do dorobku  Rosji, która jest prawnym spadkobiercą tego państwa.
- 2 Wyniki  Jugosławii oraz  Serbii i Czarnogóry wliczane są do dorobku  Serbii, która jest prawnym spadkobiercą tych dwóch państw.
- 3 Wyniki  Czechosłowacji wliczane są do dorobku  Czech, które są prawnym spadkobiercą tego państwa.